# MKULTRA
Projekt MKULTRA, ili samo MK-ULTRA, je bila tajna šifra za nezakonitu, prikrivenu operaciju u režiji CIA-e kojom su se vodili pokusi nad ljudima. Pokuse je izvodio ured za znanstveno istraživanje. Program je započeo početkom 1950-ih, a trajao je barem do kasnih 1960-ih, te je koristio američke i kanadske državljane kao "pokusne kuniće".
Dosad objavljeni dokumenti upućuju na to da su se ti pokusi sastojali od pokušaja upravljanja mentalnim stanjima ljudi i mijenjanja funkcija mozga putem droga i ostalih kemikalija, hipnoze, deprivacije osjetila, izolacije, verbalnog i seksualnog zlostavljanja te različitih oblika mučenja. 
Projekt MKULTRA je prvi put zadobio pažnju svjetske javnosti 1975. putem Kongresa SAD-a nakon istraživanja povjerenstva Church i Rockefeller o nezakonitim radnjama CIA-e i FBI-a. Istraživanje je otežano nakon što je 1973. ravnatelj CIA-e, Richard Helms, naredio da se svi dokumenti o MKULTRI unište; povjerenstvo Church i Rockefeller stoga se moralo osloniti na izjave svjedoka koji su sujedlovali u MKULTRI i dokumentima koji su preživjeli uništavanje podataka.
1977., zakon o slobodi informacija je omogućio otkrivanje 20,000 dokumenata povezanih s projektom MKULTRA, koji je vodio do saslušanja u Senatu te godine. Do danas, većina informacija o ovom programu je deklasificirana.
Iako CIA navodi da su pokusi po uzoru na MKULTRA napušteni, veteran CIA-e Victor Marchetti je izjavio u raznim intervjuima da ta organizacija rutinski provodi dezinformaciju za javnost te da se istraživanje kontrole uma nastavlja. U intervjuu 1977., Marchetti je izjavio da je službeni stav CIA-e o napuštanju MKULTRE "lažna priča".
Tijekom svojeg govora u Senatu 1977, zastupnik Ted Kennedy je rekao sljedeće:

## Vanjske poveznice
- Kratki dokumentarac o MKULTRI i smrti Franka Olsona  Arhivirana inačica izvorne stranice od 21. travnja 2010. (Wayback Machine)
- Izabrani skenirani MKULTRA dokumenti
- PDF arhiv deklasificiranih dokumenata MKULTRA  Arhivirana inačica izvorne stranice od 26. studenoga 2011. (Wayback Machine)